# Diecezja Torit
Diecezja Torit (łac.: Dioecesis Toritensis) – rzymskokatolicka diecezja ze stolicą w Torit w Sudanie Południowym, wchodząca w skład metropolii Dzuba. Siedziba arcybiskupa znajduje się w katedrze w Torit.

## Historia
- Diecezja Torit powstała 2 maja 1983.

## Biskupi
- ordynariusz: Emmanuel Bernardino Lowi Napeta (od 2023)

## Podział administracyjny
W skład diecezji Torit wchodzą 23 parafie

## Główne świątynie
- Katedra: katedra w Torit